# Habrotrocha fuhrmanni
Habrotrocha fuhrmanni är en hjuldjursart som beskrevs av Heinis 1913. Habrotrocha fuhrmanni ingår i släktet Habrotrocha och familjen Habrotrochidae. Inga underarter finns listade i Catalogue of Life.